# Вся королевская рать (фильм, 2006)
«Вся королевская рать» — фильм американского режиссёра Стивена Заилляна 2006 года.

## Сюжет
В картине, снятой по мотивам одноимённого романа Роберта Пенна Уоренна, беспощадно, мрачно и реалистично показаны взлёт и падение политического деятеля.
Главный герой повествования журналист Джек Берден поддаётся обаянию политика-популиста Вилли Старка, который становится для него настоящим кумиром. Однако, по мере общения со Старком, Берден осознает, насколько тот далёк от идеала. Искренне желавший искоренить коррупцию в правительстве, Старк, получив полномочия, сам становится таким же, как и те, с кем раньше собирался бороться. Жажда власти стала его единственной страстью, и этому идолу он готов принести любые жертвы.

## В ролях
- Шон Пенн — Вилли Старк
- Джуд Лоу — Джек Берден
- Энтони Хопкинс — судья Ирвин
- Кейт Уинслет — Энн Стентон
- Марк Руффало — Адам Стентон
- Патриша Кларксон — Сэди Берк
- Джеймс Гандольфини — Крошка Дафи
- Джеки Эрл Хейли — Рафинад
- Кэти Бейкер — миссис Берден
- Талия Болсам — Люси Старк
- Ленка Питерсон — Саванна Клерк